# Demonologia babilońska

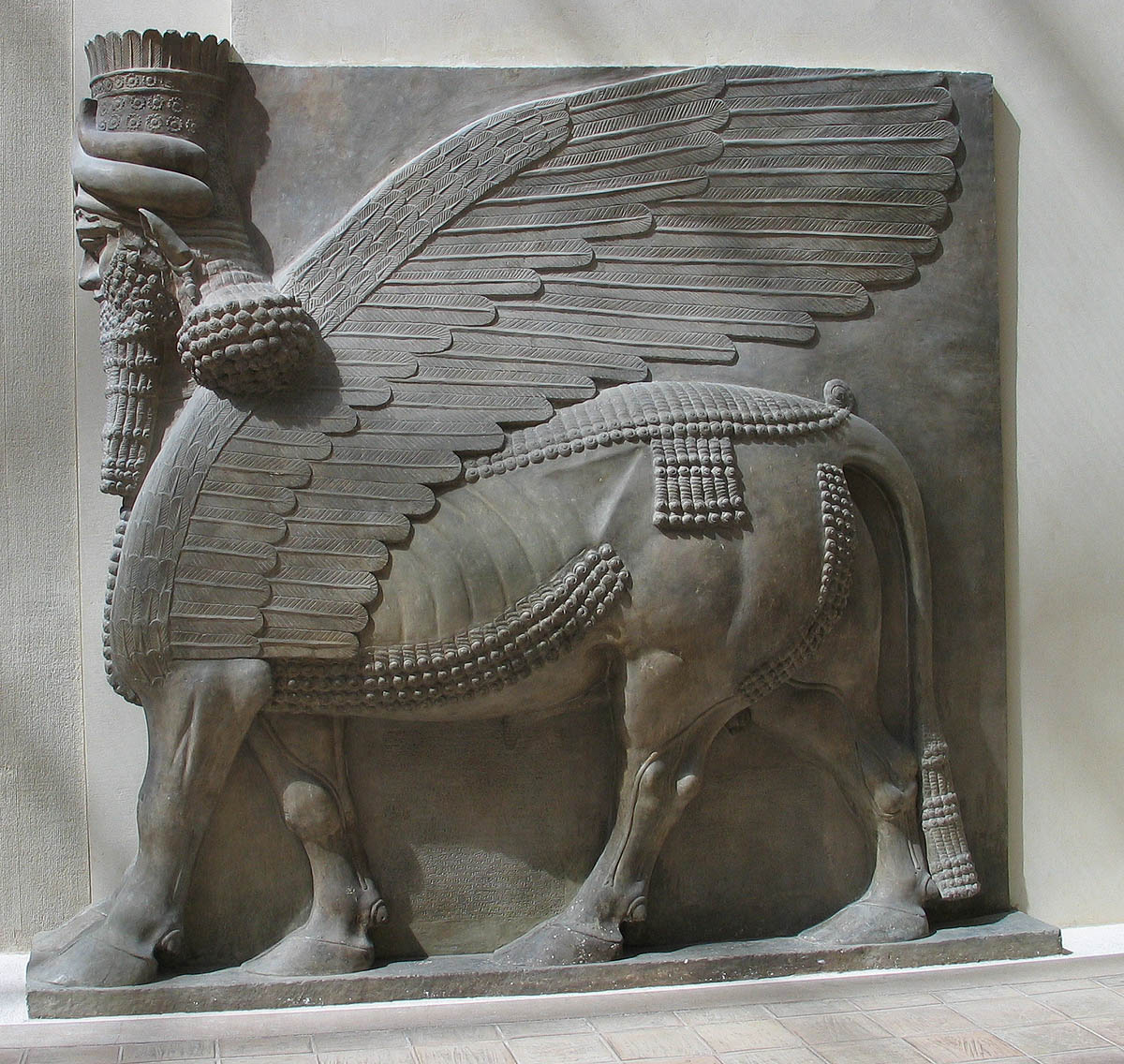
Lamassu

Demonologia babilońska – element wierzeń babilońskich w obecność w życiu ludzkim istot nadprzyrodzonych i ingerencję w każdą dziedzinę ich codzienności. Rodowód demonów babilońskich do dziś pozostaje niejasny, przyjmuje się, że były potomkami naczelnych bogów mezopotamskich.
Do dobrych duchów w religii babilońskiej zaliczano przychylne ludziom utukku, szedu i lamassu. Wyobrażano je na kilka sposobów: pod postacią ludzką, ludzką z elementami zwierzęcymi (łuski, skrzydła, głowa ptaka) lub jako mityczne stwory (muszhuszu – czerwony smok o ciele psa oraz głowie i ogonie węża czy lamassu – skrzydlaty byk o ludzkiej głowie). Dobre duchy wspierały człowieka w jego codzienności oraz w postaci ustawianych przy drzwiach lub zakopywanych pod progami posążków chroniły domostwa. Towarzyszyły także Isztar w jej orszaku, dlatego ich imiona składały się w piśmie ze znaku swej pani, połączonego z imieniem ducha: 15 – cyfra Isztar, 1/3 lub 2/3 (5 lub 10) było imieniem demona.
Złe duchy uchodziły za potomków bóstw, zarówno wrogich, jak i przychylnych ludzkości. Według różnych przekazów zrodzone zostały z Bela, Anu ze związku z boginią otchłani, bądź pary Ea i Damkina. Ponieważ małżonkowie Ea i Damkina sprzyjali ludziom, ich złe potomstwo nazywano "żółcią Ea".
Najliczniejszą grupę złych demonów stanowiły niesprzyjające ludziom utukku, które nazywano Siedmioma, chociaż ich liczba nie zawsze odpowiadała nazwie. Przekazy źródłowe nie są jednolite pod względem ich opisów. Według różnych wersji przebywały w niebie, bądź nie były znane bogom. Niekiedy uchodziły za stałą niezmienną grupę, a czasem były skupiskiem wszelakich złych mocy, z którego wyodrębniano najpotężniejsze klany edimmu – upiory i namtaru – zwiastunów zarazy. Działalność utukku polegała na zakłócaniu życia codziennego. Była efektowna, ale nie zawsze skuteczna: gwizdanie, robienie bałaganu, straszenie ludzi i zwierzęta. Mogła doprowadzić do poważniejszych zniszczeń, jak uśmiercanie zwierząt, opętanie człowieka, sianie niezgody w rodzinie.
Do Siedmiu włączano również demony o indywidualnych imionach. Lamasztu wyrządzała krzywdę kobietom w połogu, a karmiącym matkom wykradała niemowlęta. Namtaru należał do orszaku Nergala i sprowadzał zarazę. Rabisu z zaskoczenia atakował ludzi w przejściach lub czaił się w domowych kątach. Lilitu odwiedzała we śnie mężczyzn i płodziła z nimi pomniejsze demony bez twarzy alu i gallu, które towarzyszyły swym ojcom na łożu śmierci.
Upiory edimmu były demonami niestałymi. Do tej grupy włączano niespokojne dusze zmarłych nienaturalną śmiercią, niepogrzebanych zgodnie ze tradycją bądź dusze skazanych na śmierć za złamanie tabu. Edimmu złośliwie utrudniały życie i sprowadzały nieszczęścia na żyjących krewnych i znajomych. Ich unieszkodliwienie polegało na odprawieniu rytuałów magicznych. Niekiedy edimmu były włączane do grupy złych utukku jako mściciele za swoją egzystencję po śmierci.